# Corredor Diadema–Morumbi
O Corredor Diadema-Morumbi é um corredor de ônibus intermunicipal de 12 km de extensão que liga as cidades de São Paulo a Diadema. Projetado e construído sob a égide da EMTU, atualmente é administrado pela Concessionária Next Mobilidade, tendo uma demanda inicial de 85 mil passageiros por dia.

## História
Projetado no início da década de 1980, suas obras foram iniciadas em 1986, tendo sido paralisadas por várias vezes. Somente em 30 de julho de 2010, cerca de 24 anos depois, o corredor foi inaugurado, sob suspeitas de superfaturamento. Apesar de ter sido concebido para receber trólebus, suas linhas operam com ônibus diesel e híbridos. Algumas obras, como o Terminal Jardim Míriam, nunca saíram do papel.